# Clear Linux OS
Clear Linux OS era una distribución de Linux independiente, desarrollada y mantenida en la plataforma de código abierto 01.org de Intel, y optimizada para los microprocesadores de Intel, con énfasis en el rendimiento y la seguridad. Sus optimizaciones también afectan a los sistemas AMD. Clear Linux OS seguía un modelo de liberación continua.
Clear Linux OS no pretende ser una distribución de Linux de propósito general; está diseñado para ser utilizado por profesionales de TI para DevOps, desarrollo de aplicaciones de IA, computación en la nube y contenedores.

## Historia
En 2015, Intel presentó Clear Linux OS en OpenStack Summit 2015, Vancouver; inicialmente estaba limitado al uso de la nube.

Intel comenzó el proyecto Clear Containers para abordar la seguridad de los contenedores.
En 2015, originalmente, Clear Linux OS se implementó como una sola unidad monolítica.
En mayo de 2019, Clear Linux OS lanzó un nuevo instalador de escritorio (Clear Linux OS Installer) e inició un foro de ayuda.
El 18 de julio de 2025, Intel anunció el fin del soporte de Clear Linux OS, con efecto inmediato.
Clear Linux OS está disponible a través del mercado Microsoft Azure marketplace y de Amazon Web Services.

## Nombre
En la documentación inicial se hacía referencia a Clear Linux como Clear Linux™ OS, más tarde como Clear Linux* OS con una nota al pie correspondiente que reconocía que los derechos de "Linux" pueden ser propiedad de otros. 
Clear Linux OS ha sido mencionado, en la literatura, como Clear Linux™ OS, Clear Linux* OS, Clear Linux OS, Clear Linux*, Clear Linux.

## Requisitos
Clear Linux OS admite CPU Intel Core (Sandy Bridge) de segunda generación y posteriores, Xeon E3 y posteriores, y procesadores Intel Atom C2000 y E3800 basados en Silvermont. Un sistema instalado se inicia mediante el cargador de inicio EFI o mediante systemd-boot. Los requisitos mínimos del sistema son SSE4 y CLMUL (multiplicación sin transporte), así como UEFI.

## Características
Clear Linux OS usa stacks de referencia para instalar imágenes que se optimizan y prueban juntas para casos de uso específicos. También utiliza una separación estricta entre los datos del usuario y los archivos de configuración del sistema, llamados stateless, de modo que incluso un sistema mal configurado se iniciará correctamente y luego realizará un restablecimiento de fábrica para que pueda reconfigurarse.

### Lanzamientos
Las actualizaciones claras del sistema operativo Linux se basan en un lanzamiento continuo. Cada versión tiene un número de versión único que identifica cada componente del sistema operativo, desde el kernel hasta el controlador, la herramienta y la aplicación GUI. La mayoría de los componentes están incluidos en entidades denominadas bundles.

#### Bundles
Los sistemas operativos basados en Linux contienen el código de varios cientos, si no miles, de proyectos de código abierto. Para que esto sea manejable, las distribuciones usan un concepto llamado "paquetes" para configurar y compilar el código fuente de estos proyectos en archivos binarios.
En su lugar, Clear Linux OS proporciona' bundles de software que se instalan y administran mediante swupd. Cada bundle contiene proyectos de código abierto necesarios para proporcionar una funcionalidad completa.

### Actualizaciones
De forma predeterminada, Clear Linux OS comprueba automáticamente si hay actualizaciones, lo que garantiza que se instalen las últimas correcciones de rendimiento y seguridad tan pronto como estén disponibles. Clear Linux OS se mantiene al día con las actualizaciones de seguridad actuales y está diseñado para brindar mitigaciones de seguridad a los clientes rápidamente. swupd está diseñado para administrar actualizaciones y paquetes. 

### Facilidad de uso
Clear Linux OS facilita la gestión de una serie de problemas difíciles.

#### Autoproxy
Autoproxy hace posible que las herramientas del sistema operativo Clear Linux funcionen en algunos entornos de proxy sin necesidad de configurarlas.
Se proporciona autoproxy para permitir que Clear Linux* OS funcione sin problemas detrás de un proxy corporativo.

#### Statelss
|  | Stateless significa que los ajustes de configuración son más fáciles de administrar y permanecen intactos cuando se actualiza el software del sistema. Clear Linux OS tiene una filosofía de diseño stateless con el objetivo de proporcionar un sistema operativo que funcione sin una configuración o personalización excesiva por parte del usuario. Para lograr un diseño stateless, la jerarquía del sistema de archivos del sistema operativo Clear Linux se separa entre áreas propiedad del usuario y áreas propiedad del sistema operativo Clear Linux. |

- Area del sistema: Los archivos del directorio /usr son administrados por Clear Linux OS como archivos del sistema (excepto /usr/local). Los archivos escritos en el directorio /usr por los usuarios pueden eliminarse mediante actualizaciones del sistema con swupd. Esta suposición operativa permite que Clear Linux OS verifique y mantenga la integridad de los archivos del sistema.

- 'Área del usuario: Los archivos en los directorios /usr/local, /etc/, /opt, /home y /var son propiedad y están administrados por el usuario. Un sistema Clear Linux OS recién instalado solo tendrá un conjunto mínimo de archivos en el directorio /etc/ y el software instalado por Clear Linux OS no escribe en /etc. Esta suposición operativa permite a los usuarios de Clear Linux OS identificar claramente la configuración que hace que su sistema sea único.

#### swupd
Simplifica la gestión del software y el mantenimiento de la compatibilidad. swupd vincula una instalación del sistema operativo Clear Linux con actualizaciones y software ascendentes.
swupd tiene dos funciones principales:
- Administra el software y reemplaca APT o YUM instalando bundles en lugar de paquetes.
- Busca actualizaciones del sistema y las instála.

swupd administra las dependencias en segundo plano, lo que garantiza que todo el software sea compatible en todo el sistema. 
Se puede usar para verificar el sistema operativo, limpiar archivos almacenados en caché y solucionar problemas. 
Los bundles contienen todo lo necesario para ofrecer una capacidad de software. Son el componente de granularidad más pequeño administrado por Clear Linux OS. Un bundle viene con todas sus dependencias en lugar de descargar una cascada de dependencias de paquetes al instalar una pieza de software.

### Escritorio
De forma predeterminada, el sistema operativo Clear Linux viene con el entorno de escritorio GNOME, pero en lugar de Wayland, usa X11 y la mayoría de los efectos gráficos están deshabilitados. KDE Plasma y Xfce también están disponibles para su instalación. Es posible habilitar manualmente Wayland.

### Gestión de paquetes
Los paquetes generalmente se instalan y actualizan a través de paquetes con la ayuda de swupd, que se describe como un programa de actualización de software a nivel del sistema operativo, que utiliza actualizaciones delta para minimizar el tamaño de la actualización. Flatpak también está preinstalado y se puede usar para instalar y usar paquetes. Mixer es la herramienta para crear paquetes de terceros, que luego se pueden instalar usando swupd.

## Galería

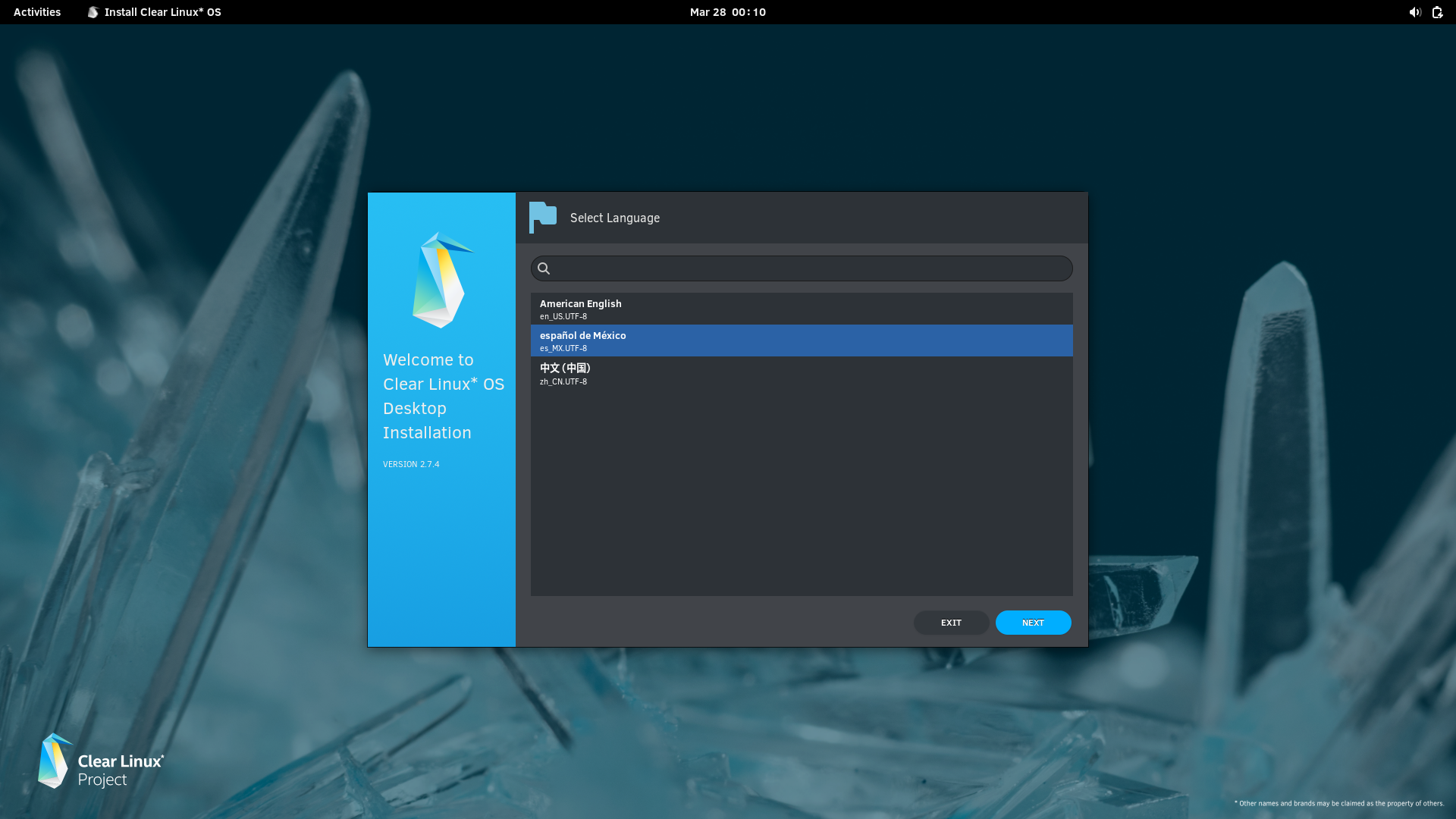
Instalador de Clear Linux OS versión Desktop.
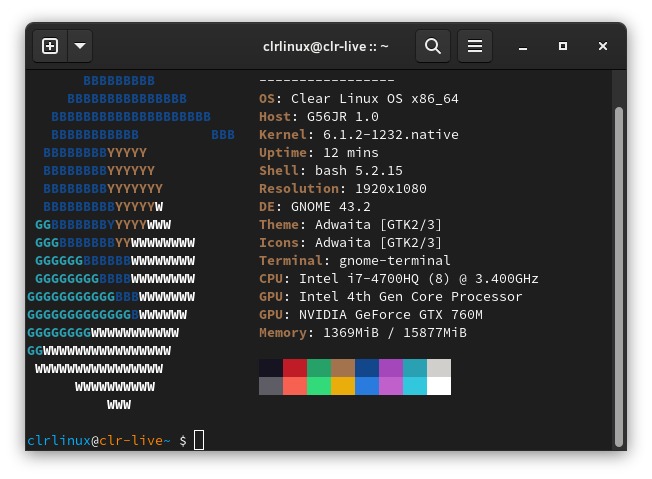
Neofetch corriendo en Clear Linux OS

## Competidores
- Fedora CoreOS
- RancherOS
- Snappy Ubuntu Core
- VMware Project Photon OS
- SmartOS
- ResinOS[28][29]
- openSUSE MicroOS[30]
- Bare Metal Container[31]